# Fleur Mellor
Fleur Northey Mellor-Wenham, avstralska atletinja, * 13. julij 1936, Sydney, Avstralija.
Nastopila je na poletnih olimpijskih igrah leta 1956, kjer je osvojila naslov olimpijske prvakinje v štafeti 4x100 m s svetovnim rekordom 44,5 s.